# آلکسیوس دوم
آلکسیوس دوم کامننوس (به یونانی: Αλέξιος Β’ Κομνηνός, Alexios II Komnēnos) (به انگلیسی: Alexios II Komnenos) (زادهٔ ۱۱۶۹ – درگذشتهٔ پیرامون سپتامبر ۱۱۸۳) امپراتور روم شرقی از ۱۱۸۰ تا ۱۱۸۳ بود.

## زندگینامه
آلکسیوس پسر مانوئل یکم کامننوس، امپراتور وقت بیزانس و ماریا، دختر شاهزادهٔ انتاکیه ریموند بود. هنگامی که پدرش در ۲۴ سپتامبر ۱۱۸۰ درگذشت، آلکسیوس با عنوان آلکسیوس دوم بر تخت امپراتوری روم شرقی نشست اما از آنجا که ۱۱ سال بیشتر نداشت مادرش ماریا به‌عنوان نایب‌السلطنه زمام امور را در دست گرفت. اما ماریا نیز به‌نوبهٔ خود ادارهٔ حکومت را به عاشق خود آلکسیوس، برادرزادهٔ منفور و ناتوان مانوئل واگذارکرد.
ماریا در عین حال فردی لاتین‌تبار بود و همین موضوع باعث بروز مخالفت‌های گسترده‌ای با او شده بود و گروهی از جمله ماریا، خواهر آلکسیوس دوم و شوهرش رنیز مونتفرات در صدد برکناری او از نایب‌السطنتی بودند. آنها نقشه‌ای چیدند که با شکست مواجه شد اما سرانجام آندرونیکوس کامننوس (بعدتر امپراتور آندرونیکوس یکم)، پسرعموی آلکسیوس دوم موفق شد تا ماریا را از مقام خود برکنار سازد. او در آسیای صغیر دست به پیشروی زد و هنگامی که شورش‌های ضد لاتین‌ها در مه ۱۱۸۲ در قسطنطنیه شروع شد، او در کالسدون انتظار می‌کشید.
با برکناری ماریا، معشوقعه اش آلکسیوس نیز دستگیر و کور گردید. از سوی دیگر آندرونیکوس نیز که با عنوان قیم آلکسیوس دوم وارد پایتخت شده بود شروع به اعدام مخالفین خود نمود. از جملهٔ اعدام‌شدگان امپراتریس ماریا بود که حکم مرگش را پسرش آلکسیوس دوم به اجبار آندرونیکوس امضا نمود.
آندرونیکوس سپس در سپتامبر ۱۱۸۳ با عنوان امپراتور مشترک با آلکسیوس تاجگذاری کرد و متعاقباً فرمان خفه‌کردن آلکسیوس دوم را صادر نمود.